# Moana (film, 1926)
Pour les articles homonymes, voir Moana.
Pour plus de détails, voir Fiche technique et Distribution.
Moana est un film documentaire américain réalisé par Robert Flaherty en 1925[réf. nécessaire].

## Synopsis
Tourné sur la petite île polynésienne de Savai'i (Samoa), le film montre la vie quotidienne d'une famille d'indigènes de l'île, dans le village de Safune.

## Fiche technique
- Titre : Moana
- Réalisation : Robert Flaherty
- Production : Robert et Frances Hubbard Flaherty
- Sociétés de production : Famous Players-Lasky Corporation
- Pays d'origine :  États-Unis
- Langue originale : intertitre anglais
- Format : noir et blanc - 1.33
- Genre : documentaire
- Durée : 77 minutes
- Date de sortie : 7 janvier 1926

Version sonorisée (1980)

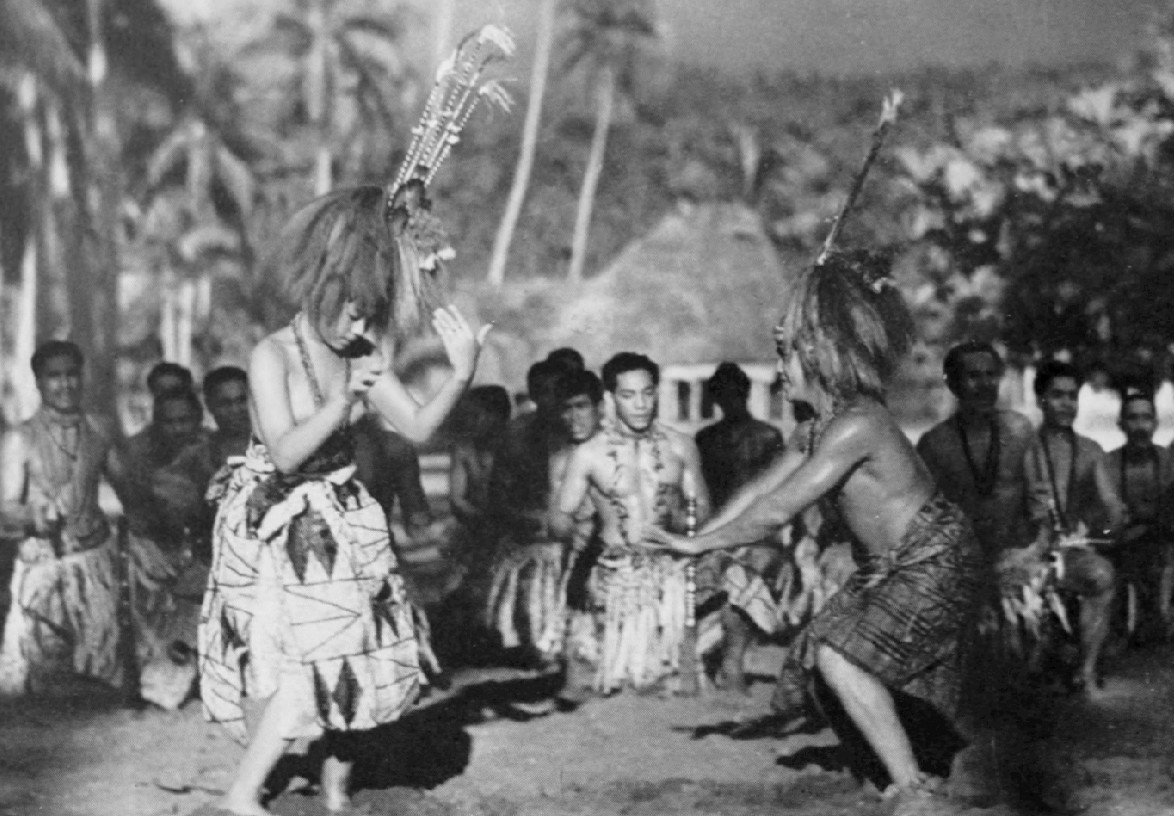
Moana, le mariage de Moana.

- Enregistrement : Monica Flaherty, Richard Leacock, Jacob Wainwright Love et Vern Williams
- Production et montage : Monica Flaherty
- Mixage audio : Lee Dichter

Version restaurée (2014)
- Restauration : Bruce Posner, Sami van Ingen

## Distribution
Dans l'ordre d'apparition à l'écran : 
- Fa'angase, la jeune fille
- Tu'ungaita, la mère
- Pe'a, le petit frère de Moana
- Moana, le jeune garçon

## Postérité
En 1975, Monica Flaherty retourne enregistrer des sons pour une version sonorisée de Moana : Moana with sound (1981). De cette expérience résulte le film documentaire Monica in the South Seas (2023).